# John James (roddare)
John Jesse James, född 21 september 1937, död 28 oktober 2024, var en brittisk  roddare.
James blev olympisk silvermedaljör i fyra utan styrman vid sommarspelen 1964 i Tokyo.